# Flak-Brigade Kanalinseln
Die Flak-Brigade Kanalinseln war ein Kampfverband in Brigadestärke der Luftwaffe im Zweiten Weltkrieg. Die Aufstellung des Brigadestabes erfolgte amb 25. Oktober 1941 im Wirkungsbereich des Feld-Luftgaukommandos Westfrankreich. Einziger Kommandeur war Oberst Adolf Gerlach. Taktisch unterstand die Brigade der 9. Flak-Division mit Gefechtsstand auf der Kanalinsel Guernsey. Ihr oblag die operative Führung der Flakkräfte auf den drei besetzten Kanalinseln Guernsey, Jersey und Alderney.
Am 19. Januar 1942 erhielt die Flak-Brigade eine neue Bezeichnung und wurde fortan unter der 8. Flak-Brigade geführt.